# The Gazette

Logotyp zespołu

The Gazette (zapis stylizowany: the GazettE) – japoński zespół rockowy, który powstał w 2002 roku. Początkowo nazwa grupy zapisywana była katakaną jako ガゼット. W styczniu 2006 roku nazwę tę zastąpiono angielską The GazettE. Zespół gra szeroko pojętą muzykę rockową, metal alternatywny, heavy metal, industrial metal, death metal, punk, muzykę elektroniczną, metalcore i nu metal. Zaliczany jest do nurtu visual kei.

## Historia

### 2002: Początki zespołu
W 2002 roku Kouyou Takashima i Akira Suzuki założyli zespół Kar+te=zyAnos, który rozpadł się, gdy Takanori Matsumoto zrezygnował z roli perkusisty na rzecz wokalu. W celu reaktywacji grupy, przyjęto na stanowisko perkusisty Yune, który wprowadził do grupy znajomego gitarzystę z poprzedniego zespołu, Yuu Shiroyamę. Powstałą formację, nazwano Gazetto (jap. ガゼット). Zespół w kwietniu wydał swój pierwszy singel „Wakaremichi”, a w październiku miał swój pierwszy koncert w Takadanobaba Area.

### 2003–2009: Zmiana perkusisty, wzrost popularności

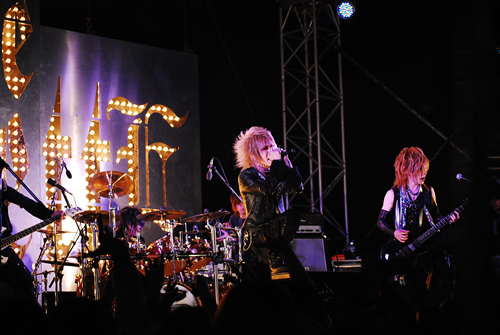
Zespół na Tokyo Secret Live 2009

W styczniu 2003 roku z zespołu odszedł Yune. Reita wspomniał, że Yune nie był wtedy nastawiony na taką ścieżkę kariery. Ruki zaproponował pozostałym członkom, by jako nowego perkusistę wziąć Yutakę Tanabe, który został przyjęty oficjalnie do zespołu w lipcu tego samego roku. Jednak, pięć miesięcy potem, gdy Kai dołączył do zespołu, niespodziewanie stracił słuch. Z tego powodu, były perkusista, Yune wrócił na krótko do zespołu. W owym czasie, grupa przyłączyła się do wytwórni płytowej PS Company. W maju wspólnie z Hanamuke wyruszyła w swoją pierwszą ważną trasę koncertową. Następna była z zespołem Vidoll. Później razem nagrali cover dla japońskiego magazynu Cure. Zespół miał także wspólne trasy koncertowe z Kra, bis, deadman, Kagrra, MUCC, Miyavi, D’espairsRay i MERRY. Pojawili się na głównych okładkach magazynów Hevn, SHOXX i Cure. W miarę upływu lat ich popularność wzrastała także poza granicami Japonii, a zespół rozpowszechnił dotychczas wydane płyty Disorder, Nil, Stacked Rubbish oraz Dim na kontynencie europejskim i w Stanach Zjednoczonych.

### 2010–2015: Zmiana wytwórni, jubileuszowy koncert
W połowie 2010 roku u Rukiego zdiagnozowano odmę strun głosowych oraz infekcję wirusową, przez co musiano odwołać parę koncertów. Zespół ogłosił trasę koncertową, nazwaną Tour 10 Nameless Liberty Six Bullets, która rozpoczęła się w lipcu z dwoma koncertami w Nippon Budōkan Wśród wszystkich tych wydarzeń zespół ogłosił również, że przeniesie się z King Records do Sony Music Records. „Shiver” był pierwszym singlem wydanym przez zespół pod nową wytwórnią. Zaraz po wydaniu „Shiver”, zespół ogłosił, że ostatni przystanek trasy TOUR 10 Nameless Liberty Six Bullets odbędzie się w Tokyo Dome. Od 2010 roku albumy grupy zaczęły być wydawane także w Korei, w tym między innymi Toxic.
23 marca 2011 roku wydali kompilację zatytułowaną Traces Best of 2005-2009 oraz koncertowe DVD zatytułowane The Nameless Liberty at 10.12.26 Tokyo Dome. 13 i 14 sierpnia wystąpili na festiwalu Summer Sonic w Tokio i Osace następnie na Inazuma Rock Fes, który odbył się 18 września.
10 marca 2012 roku zorganizowali jubileuszowy koncert pod nazwą 10th Anniversary The Decade Live At 03.10 Makuhari Messe. Ogłosili również wydanie nowego albumu zatytułowanego Division. 11 października zagrali na festiwalu muzycznym Rising Sun Rock Festival.
6 września 2013 roku wyruszyli w krótką światową trasę koncertową zatytułowaną the GazettE World Tour13, która objęła jedynie kraje znajdujące się w oficjalnym internetowym Fanklubie grupy HERESY: Meksyk, Chile, Argentynę, Brazylię, Francję, Niemcy i Finlandię. Ostatni koncert zagrali 29 września. 23 października ukazał się album Beautiful Deformity. Zespół ogłosił również trasę koncertową promującą nową płytę zatytułowaną the GazettE Live Tour13 Beautiful Deformity Magnificent Malformed Box, która rozpoczęła się 2 listopada, a zakończyła 28 grudnia.
W 2014 roku wydali kilka DVD koncertowych z trasy, która odbyła się rok wcześniej oraz oficjalny europejski dokument WORLD TOUR13 DOCUMENTARY następnie skupili się na trasie po Japonii i występie na festiwalu LOUD PARK w październiku.
26 sierpnia 2015 roku został wydany ósmy album Dogma, a zespół wyruszył w kolejną trasę koncertową. Album zajął drugie miejsce na liście Oricon w pierwszym dniu premiery, a trzecie na tygodniowej liście przebojów.

### 2016–2020: Światowa trasa, album Ninth na szczycie rockowej listy przebojów iTunes
7 stycznia 2016 zespół potwierdził plany dotyczące światowej trasy WORLD TOUR16 DOGMATIC -TROIS-, która rozpocznie się 15 kwietnia i potrwa do 12 czerwca, w tym czasie zagrają 16 koncertów, odwiedzając 11 różnych krajów. Jeszcze w tym samym roku 6 listopada GazettE wystąpili na Knotfest Japan, a 9 listopada wydali nowe koncertowe DVD/Blu-ray LIVE TOUR 15-16 DOGMATIC FINAL – Shikkoku -, na którym znajduje się koncert zespołu, który odbył się 28 lutego 2016 roku w Yoyogi National Gymnasium.

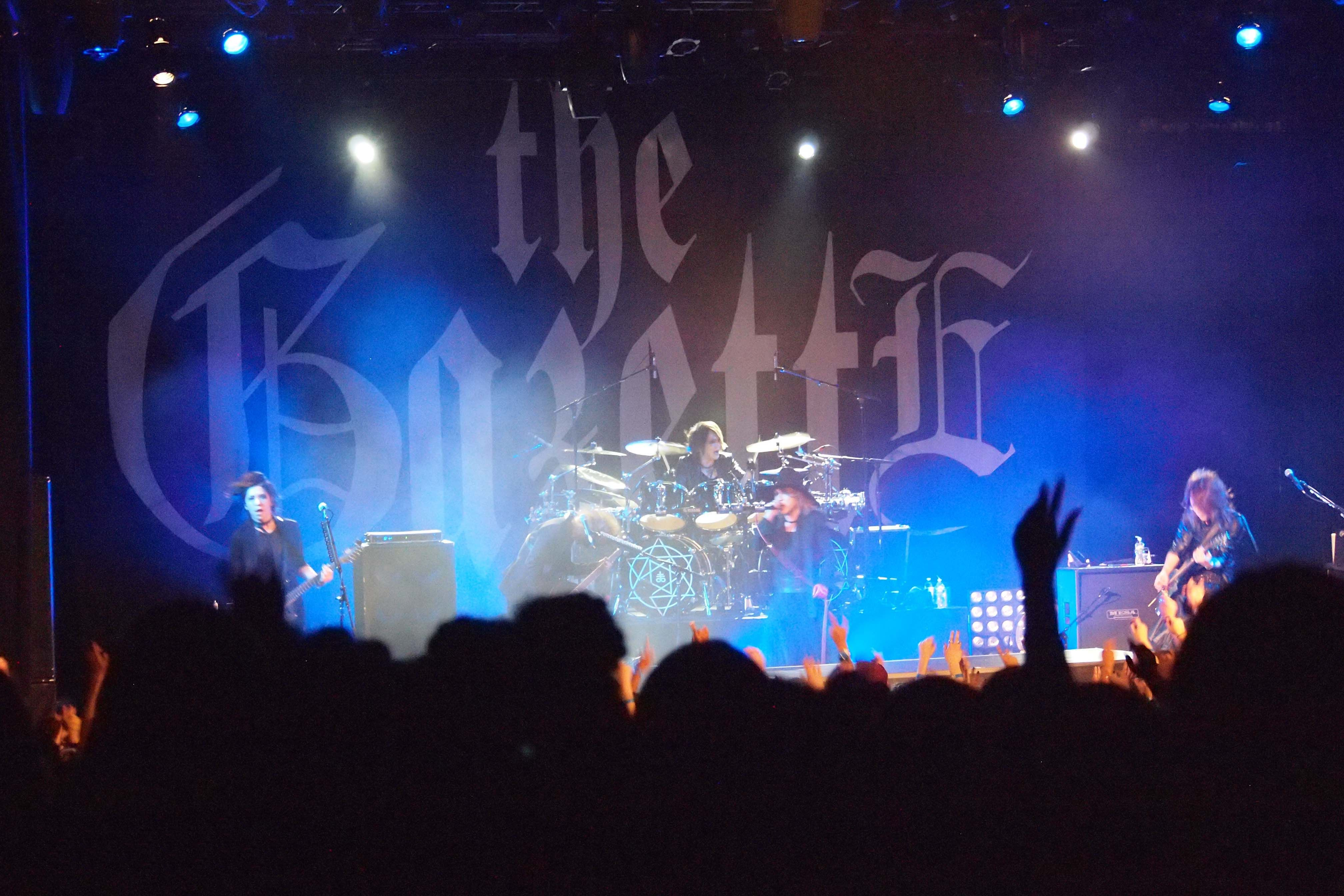
the GazettE podczas występu na PlayStation Theater w 2016 roku

8 marca 2017 roku zespół wydał trzeci album kompilacyjny z niektórymi na nowo nagranymi balladami zatytułowany Traces Vol.2, który znalazł się na 5. miejscu listy Oricon, natomiast 10 marca album osiągnął drugie miejsce na liście. 11 sierpnia the GazettE wystąpili na festiwalu Rock in Japan.
10 marca 2018 roku opublikowali teledysk do nowej piosenki „Falling” na swojej oficjalnej stronie internetowej z okazji 16. urodzin zespołu oraz 16 marca na swoim oficjalnym kanale YouTube. Ich dziewiąty album, zatytułowany Ninth, ukazał się 13 czerwca 2018 roku. Kiedy album został udostępniony do pobrania, znalazł się na szczycie rockowej listy przebojów iTunes na Białorusi, w Finlandii, Francji, na Węgrzech, w Polsce, Turcji i Szwecji oraz w pierwszej dziesiątce w Bułgarii, Niemczech, Włoszech, Holandii, Portugalii, Rosji, Słowacji i Hiszpanii. Jeszcze w tym samym miesiącu 29 czerwca zespół ogłosił założenie własnej niezależnej wytwórni „HERESY Inc.” i poinformował o opuszczeniu przez nich dotychczasowej PS COMPANY Co. Ltd. W grudniu the GazettE ogłosiło swoją światową trasę WORLD TOUR 19, IX FAZA #04 -99.999-, która rozpocznie się w kwietniu 2019 roku.
Po trzech latach od ostatniej światowej trasy, 30 kwietnia 2019 roku rozpoczęła się kolejna pod nazwą WORLD TOUR 19 THE NINTH PHASE #04 -99,999- pierwszy koncert miał miejsce w Los Angeles. Zespół grał w 13 miastach w 10 krajach, którymi były Stany Zjednoczone, Meksyk, Kanada, Chile, Argentyna, Brazylia, Wielka Brytania, Francja, Niemcy, Rosja i Chiny. Trasa zakończyła się 30 czerwca 2019 roku w Tajpej. 10 sierpnia trzeci raz z rzędu wystąpili na festiwalu Rock In Japan.
W 2020 roku na polecenie rządu Japonii koncert z okazji 18-lecia zespołu, który miał się odbyć 10 marca w Yokohama Arena, został odwołany z powodu epidemii COVID-19 w Japonii. Kilka innych zespołów również odwołało swoje występy. Po tym wydarzeniu zespół był nieaktywny przez resztę roku.

### Od 2021: 20-lecie kariery i śmierć Reity
10 marca 2021 roku, w dziewiętnastą rocznicę powstania, GazettE wydali niepublikowany wcześniej utwór „Blinding Hope” i zapowiedzieli swój nowy album zatytułowany Mass. Album został wydany 23 maja, a fani mogli uczestniczyć w sesji autografowej i rozmowie on-line, w których uczestnicy byli wybierani w drodze loterii, poprzez wpisanie numeru z biletu znajdującego się na każdym egzemplarzu albumu.
Pod koniec lutego 2022 roku z okazji 20-lecie kariery na koncercie w Yoyogi National Gymnasium został zaprezentowany nowy wizerunek zespołu. Zapowiedzieli również kompilacyjny album zatytułowany HETERODOXY-DIVIDED 3 CONCEPTS-, zawierający 47 utworów zespołu, który ukaże się 21 grudnia. 28 grudnia zmarł Yune, były perkusista zespołu.
W lipcu 2023, po koncercie w Nippon Budōkan w ramach trasy Mass, zespół opublikował zwiastun nowego albumu, który ukaże się w 2024 roku. DVD i Blu-ray z finałowej trasy koncertowej Mass zostaną wydane 13 marca 2024 roku.
W dniu 16.04.2024 zespół poinformował, że 15.04.2024 zmarł Reita.

## Skład
- Ruki (jap. ルキ / 流鬼) (Takanori Matsumoto) – wokal, autor tekstów
  - ur. 1 lutego 1982 w Prefekturze Kanagawa
  - Poprzednie zespoły: Mikoto, Ma’die Kusse, L’ie：Chris (perkusista), Kar+te=zyAnose

- Uruha (jap. 麗 dosł. „Śliczny”) (Kouyou Takashima (jap. 高島 宏陽 Takashima Kōyō)) – gitara prowadząca
  - ur. 9 czerwca 1981 w Prefekturze Kanagawa
  - Poprzednie zespoły: Karasu, Ma’die Kusse, Kar+te=zyAnose

- Aoi (jap. 葵 dosł. „Malwa”) (Yuu Shiroyama (jap. 城山 優 Shiroyama Yū))[57] – gitara
  - ur. 20 stycznia 1979 w Prefekturze Mie
  - Poprzednie zespoły: Mervilles, Artia

- Kai (jap. 戒)dosł. przykazanie (Yutaka Tanabe (jap. 受 毛豊 Tanabe Yutaka)) – perkusja, lider
  - ur. 28 października 1981 w Prefekturze Tokushima
  - Poprzednie zespoły: La’DeathtopiA, Mareydi†Creia

### Byli członkowie
- Yune (jap. 由寧) – perkusja
  - Odszedł: w styczniu 2003 roku
  - Poprzednie zespoły: La’DeathtopiA, Melville, Artia, Vall’na racill.
- Reita (jap. れいた) (Akira Suzuki (jap. 鈴木 亮 Suzuki Akira)) – gitara basowa
  - ur. 27 maja 1981 w Prefekturze Kanagawa, zm. 15.04.2024
  - Poprzednie zespoły: Karasu, Ma’die Kusse, L’ie：Chris, Kar+te=zyAnose

## Dyskografia

### Albumy studyjne
| Tytuł               | Informacje                                                           | Najwyższa pozycja |
| Tytuł               | Informacje                                                           | JPN (Oricon)      |
| ------------------- | -------------------------------------------------------------------- | ----------------- |
| Disorder            | - Wydany: 13 października 2004 - Wytwórnia: PS Company               | 19                |
| NIL                 | - Wydany: 8 lutego 2006 - Wytwórnia: King Records / JPU Records      | 4                 |
| Stacked Rubbish     | - Wydany: 4 lipca 2007 - Wytwórnia: King Records / JPU Records       | 3                 |
| Dim                 | - Wydany: 15 lipca 2009 - Wytwórnia: King Records / JPU Records      | 5                 |
| Toxic               | - Wydany: 5 października 2011 - Wytwórnia: Sony Music / JPU Records  | 6                 |
| Division            | - Wydany: 29 sierpnia 2012 - Wytwórnia: Sony Music / JPU Records     | 4                 |
| Beautiful Deformity | - Wydany: 23 października 2013 - Wytwórnia: Sony Music / JPU Records | 8                 |
| Dogma               | - Wydany: 26 sierpnia 2015 - Wytwórnia: Sony Music / JPU Records     | 3                 |
| Ninth               | - Wydany: 13 czerwca 2018 - Wytwórnia: Sony Music / JPU Records      | 3                 |
| Mass                | - Wydany: 26 maja 2021 - Wytwórnia: Sony Music / JPU Records         | 4                 |